# Kirche Rückersdorf (Thüringen)

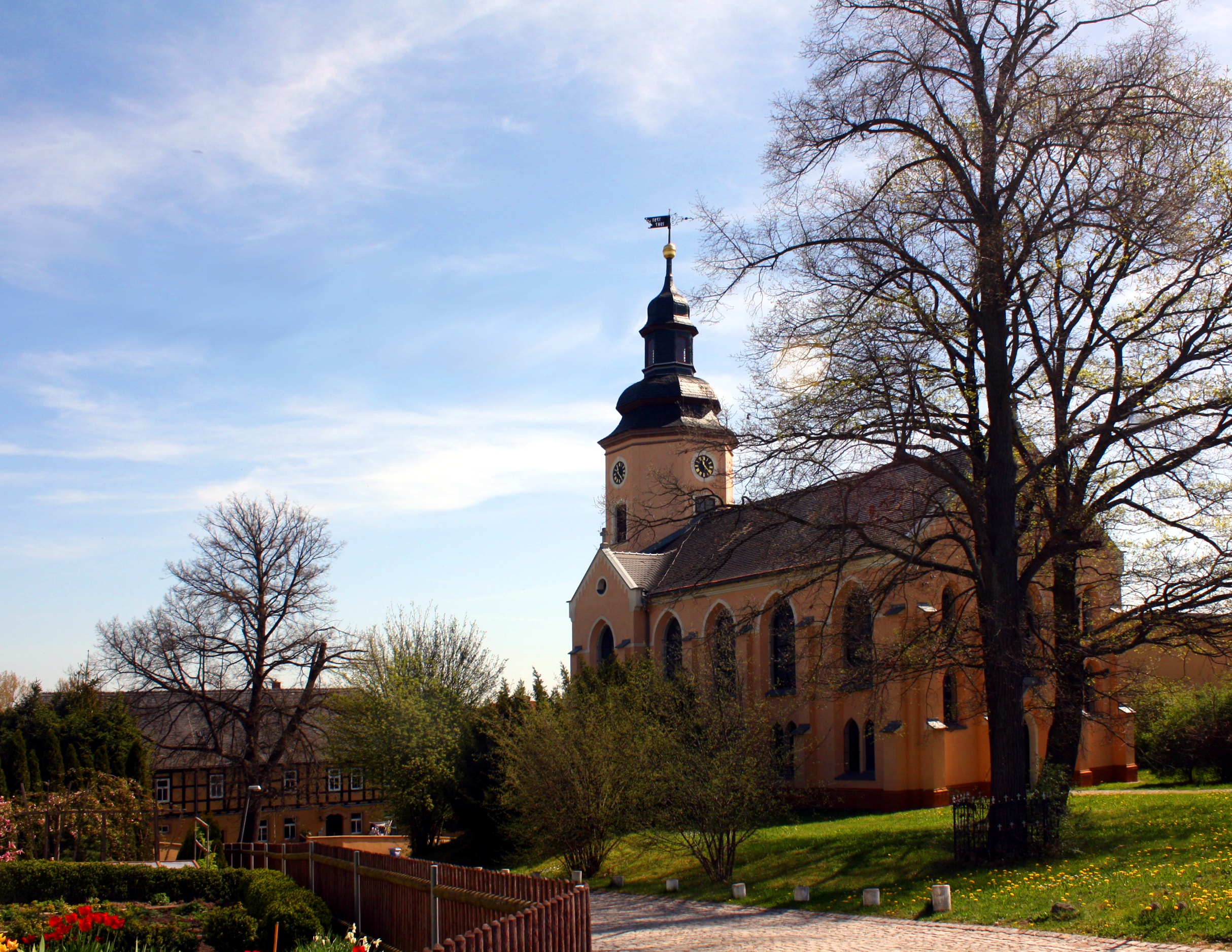
Kirche Rückersdorf

Die evangelisch-lutherische, denkmalgeschützte Kirche Rückersdorf steht in der Gemeinde Rückersdorf im Landkreis Greiz von Thüringen. Die Kirchengemeinde Rückersdorf gehört zum Pfarrbereich Ronneburg im Kirchenkreis Altenburger Land der Evangelischen Kirche in Mitteldeutschland.

## Beschreibung
Die neugotische Saalkirche wurde 1902 gebaut. Das querschiffartig hervortretende Joch im Osten und der spätgotische, gewölbte, polygonale Chor wurden vom Vorgängerbau übernommen. Auf dem achteckigen Chorturm sitzt seit 1791 eine bauchige Haube, bekrönt mit einer Laterne, die mit einer Turmkugel abschließt. Das Kirchenschiff ist mit Strebepfeilern versehen und mit einem Satteldach bedeckt. 
Der Innenraum hat eine dreiseitige Empore von 1902. An der Ostseite des Kirchenschiffes befindet sich ein spätgotischer Schmerzensmann. Die Orgel mit 17 Registern, verteilt auf 2 Manuale und Pedal, wurde 1907 von Eifert & Müller gebaut.